# Centerpoint Energy Plaza
Centerpoint Energy Plaza (dawniej Houston Industries Plaza) – ponad 200-metrowy drapacz chmur w Houston w Stanach Zjednoczonych. Budowa tego wieżowca została zakończona w roku 1974. W chwili oddania do użytku był najwyższy w Houston i pozostał nim do roku 1980, gdy wybudowano 1100 Louisiana Building. Jest siedzibą trzech największych publicznych firm dostarczających gaz ziemny w Stanach Zjednoczonych. 
Wysokość budynku została zwiększona podczas renowacji w 1996 roku o 27,5 metra (90 stóp). Przebudowa według projektu Richarda Keatinga obejmowała dodanie kilka pięter i 6-piętrowy „baldachim” z okrągłą dziurą w środku. Przy dobudowaniu nowego szczytu, renowacja objęła również rekonstrukcję podstawy z granitowymi panelami.